# Gynėvė
Gynėvė (žemaitsky Gīnievė) je řeka v Litvě, v Žemaitsku, levý přítok řeky Dubysa, do které se vlévá u vsi Padubysys, 18,4 km od jejího ústí do Němenu. Pramení mezi vesnicemi Žibuliai a Ročiai (okres Raseiniai), 12 km na východ od Betygaly. Teče zpočátku na východ, ale záhy se stáčí a klikatí se až do soutoku v celkovém směru jižním. Protéká lesy Paliepių, později Lapkalnio miškas. Na středním toku silně meandruje. Křižuje se s dálnicí A1 Klaipėda - Vilnius. Průměrný spád je 215 cm/km. U Plikiů protéká rybníkem o rozloze 42,6 ha.

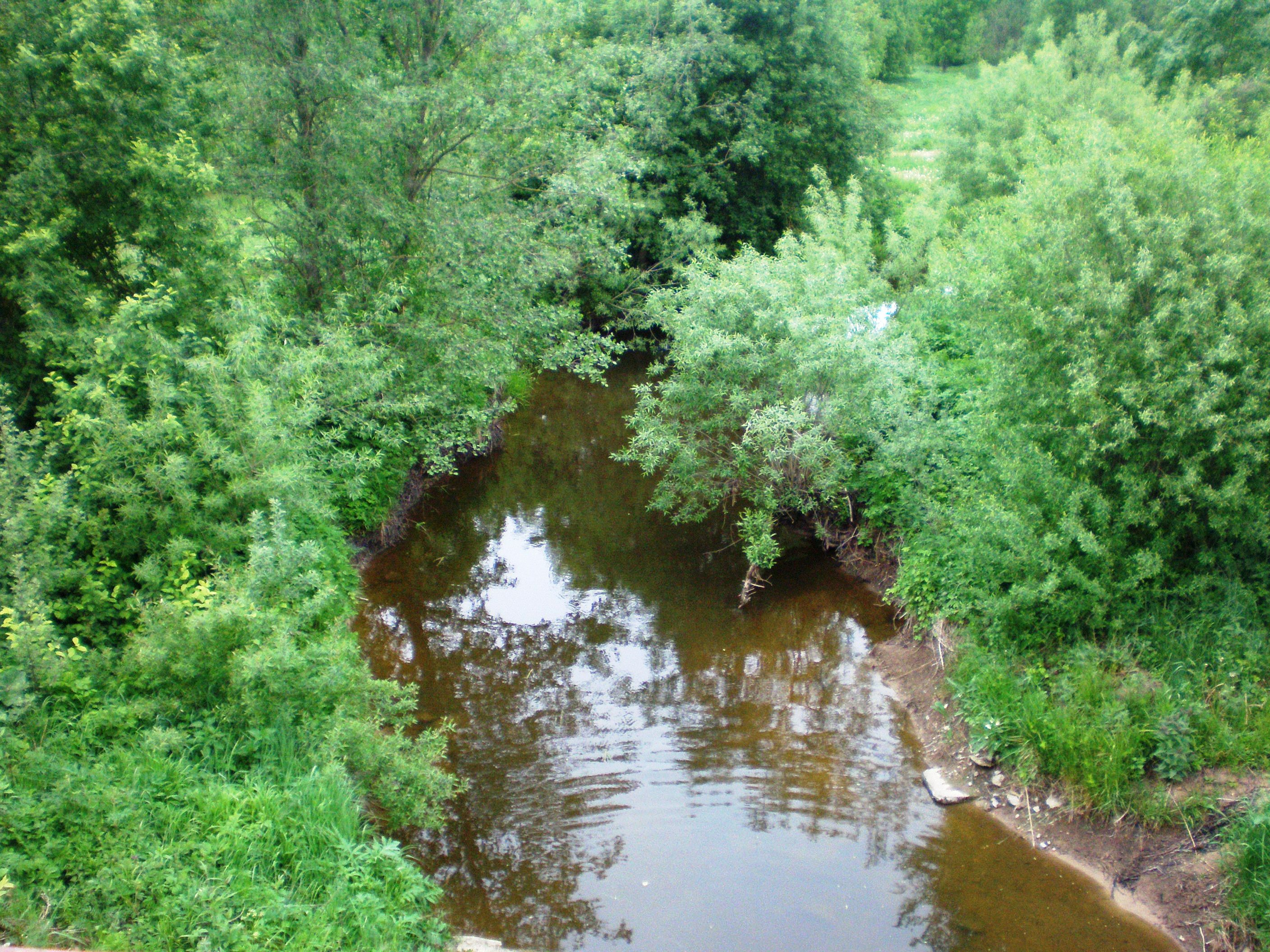
Gynėvė východně od Ariogaly

## Přítoky
Levé:
- Gynėvaitė (vlévá se 28,5 km od ústí), Upytė (13,8 km), Bernaupis (9,6 km), Švelnupys (2,5 km)

Pravé:
- Rūdynas (25,3 km), Lendrė (23,1 km), Šilaupė (14,7 km), Vaičiupelis (11,5 km), Šalaupė (9,7 km), Dargupė (7,4 km), Daugupys (7,1 km)